# Trzęsakowce
Trzęsakowce (Tremellales Fr.) – rząd grzybów należący do klasy Tremellomycetes.

## Charakterystyka
Rząd Tremellales to duża grupa tzw. grzybów tremelloidalnych, początkowo obejmująca gatunki o galaretowatych bazydiokarpach, krzyżowo-septowanych podstawkach i zarodnikach kiełkujących przez powtarzanie. Kilka lat później Bandoni przeprowadził szczegółowe badania przy użyciu mikroskopii świetlnej i transmisyjnej elektronowej i zmienił taksonomię tego rzędu, aby objąć taksony z przegrodami doliporowymi i błonkami typu Tremella (tj. błoniastymi strukturami w kształcie czapeczki, które pokrywają dolipory), podstawkami tremelloidalnymi, haploidalnymi formami drożdżopodobnymi. Większość gatunków to grzyby dymorficzne, mogące występować zarówno w postaci drożdżowej, jak i strzępkowej.
Wytwarzają owocniki o zróżnicowanych kształtach i konsystencji, przeważnie galaretowatej, bez podziału na kapelusz i trzon. Są wśród nich nadrzewne grzyby saprotroficzne, oraz grzyby nagrzybne będące pasożytami grzybów, ale także grzyby naporostowe.

## Systematyka
Według CABI databases bazującego na Dictionary of the Fungi do rzędu Tremellales należą rodziny:
- Bulleraceae X.Z. Liu, F.Y. Bai, M. Groenew. & Boekhout 2015
- Bulleribasidiaceae X.Z. Liu, F.Y. Bai, M. Groenew. & Boekhout 2015
- Cryptococcaceae Kütz. ex Castell. & Chalm. 1919
- Cuniculitremaceae J.P. Samp., R. Kirschner & M. Weiss 2001
- Naemateliaceae X.Z. Liu, F.Y. Bai, M. Groenew. & Boekhout 2015
- Phaeotremellaceae A.M. Yurkov & Boekhout 2015
- Phragmoxenidiaceae Oberw. & R. Bauer 1990
- Rhynchogastremataceae Oberw. & B. Metzler 1989
- Sirobasidiaceae Lindau 1897
- Tremellaceae Fr. 1821 – trzęsakowate
- Trimorphomycetaceae X.Z. Liu, F.Y. Bai, M. Groenew. & Boekhout 2015
- incertae sedis z rodzajami:
  - Biatoropsis Räsänen 1934
  - Dictyotremella Kobayasi 1971
  - Neotremella Lowy 1979
  - Sigmogloea Bandoni & J.C. Krug 2000
  - Sirobasidium Lagerh. & Pat. 1892
  - Sirotrema Bandoni 1986
  - Tremellina Bandoni 1986
  - Xenolachne D.P. Rogers 1947[4].